# Chyah
Chiyah (arabisch الشياح) liegt im Westen der libanesischen Hauptstadt Beirut und ist Teil des Großraums Beirut.

## Standort
Chiyah liegt in den südwestlichen Vororten der Hauptstadt Beirut und grenzt an Haret Hreik, Ghobeiry, Hadath, Hazmiyeh, Furn-el-chebbak und Ain El Remmaneh. Vor 1956 umfasste es jedoch ein größeres Gebiet, das die heutigen Bezirke Karm el Zeitoun, Hayy el Knissé, Bir Abed und Haret el Mjadlé sowie Jnah, Ghobeiry, Furn-el-chebbak, Bir Hassan und Ain El Remanneh umfasste.
Die Bedeutung seines Namens ist vage, und es wurden viele Vermutungen gefunden, von denen eine besagt, dass es sich um die Verarbeitung von Metall (Shewah) handelt. Eine andere Theorie besagt, dass der arabische Ursprung des Namens eine Art Baum bedeutet, der für die Seidenproduktion verwendet wird (eine florierende Industrie in diesem ehemaligen Dorf). Die Stadt war einst mit Zitrusplantagen bedeckt und erstreckte sich bis zum Mittelmeer. Heute ist es ein vollwertiger Teil des demografisch riesigen Stadtrands von Beirut mit insgesamt rund 60.000 Einwohnern.

## Demografie
Vor den 1960er Jahren war Chiyah eine überwiegend christliche Stadt mit einer bedeutenden schiitischen Minderheit, aber die schiitische muslimische Bevölkerung der Stadt wuchs bald aufgrund der Migration an. Die wichtigsten Familiennamen oder Familien in Chiyah sind Naïm, Kanj, Rahme, Mahmoud, Nasr, Srouji, Maarouf, Kassem, Farraj, Sous und El-Khatib.

## Geschichte
Vor dem Bürgerkrieg von 1860 war Chiyah größtenteils von schiitischen Muslimen bewohnt, aber viele christliche Flüchtlinge ließen sich nach dem darauf folgenden Chaos in der Stadt nieder.
Im Mai 1988, nach dreiwöchigen heftigen Kämpfen zwischen Amal und der Hisbollah, waren Ghobeiry und Chiyah die einzigen Bezirke Beiruts, die Amal kontrollieren konnte, während der Rest Süd-Beiruts unter die Kontrolle der Hisbollah kam.
Am 21. Dezember 1994 tötete eine Autobombe in Chyah Fuad Mughniyeh, einen Bruder des Hisbollah-Kommandeurs Imad Mughniyeh. Zwei weitere Menschen wurden bei der Explosion getötet und sechzehn verletzt.
Derzeitiger Gemeindevorsteher ist der Parlamentskandidat Edmond Gharios. Roland Rahal leitete die Gemeinde für die Zeit der Parlamentswahlen. Naji Gharios, gebürtig aus Chiyah, wurde im Juni 2009 als Vertreter des Distrikts Baabda in das libanesische Parlament gewählt.